# Olympische Winterspiele 1936/Teilnehmer (Österreich)
| Gelbes Symbol für Goldmedaillen mit stilisierten Olympischen Ringen | Graues Symbol für Silbermedaillen mit stilisierten Olympischen Ringen | Braundes Symbol für Bronzemedaillen mit stilisierten Olympischen Ringen |
| ------------------------------------------------------------------- | --------------------------------------------------------------------- | ----------------------------------------------------------------------- |
| 1                                                                   | 1                                                                     | 2                                                                       |

Österreich nahm an den IV. Olympischen Winterspielen 1936 in Garmisch-Partenkirchen mit einer Delegation von 60 Athleten teil.
Zum ersten Mal wurden alpine Skirennen veranstaltet. Darüber kam es zu Auseinandersetzungen mit dem Internationalen Skiverband, weil das IOC im Gegensatz zu den FIS-Regeln Skilehrer als Profis nicht teilnehmen ließ. Aus diesem Grund entschieden sich der österreichische (wie auch der schweizerische) Schiverband, die Spiele zu boykottieren. Für Österreich hätte unter anderem Heinrich Harrer an den alpinen Skirennen (Abfahrt und Slalom) teilnehmen sollen.

## Medaillen

### Medaillenspiegel
| Rang   | Sportart       | Gold | Silber | Bronze | Gesamt |
| ------ | -------------- | ---- | ------ | ------ | ------ |
| 1      | Eiskunstlauf   | 1    | 1      | 1      | 3      |
| 2      | Eisschnelllauf | —    | —      | 1      | 1      |
| Gesamt | Gesamt         | 1    | 1      | 2      | 4      |

### Medaillengewinner
| Name/n                  | Sportart       | Wettkampf        |
| ----------------------- | -------------- | ---------------- |
| Gold                    |                |                  |
| Karl Schäfer            | Eiskunstlauf   | Einzel, Herren   |
| Silber                  |                |                  |
| Erik Pausin Ilse Pausin | Eiskunstlauf   | Paarlauf         |
| Bronze                  |                |                  |
| Felix Kaspar            | Eiskunstlauf   | Einzel, Herren   |
| Max Stiepl              | Eisschnelllauf | 10.000 m, Herren |

## Teilnehmer nach Sportarten

### Bob
| Athleten                                                            | Wettbewerb | Lauf 1      | Lauf 2      | Lauf 3      | Lauf 4      | Gesamt      | Gesamt |
| Athleten                                                            | Wettbewerb | Lauf 1      | Lauf 2      | Lauf 3      | Lauf 4      | Zeit        | Rang   |
| ------------------------------------------------------------------- | ---------- | ----------- | ----------- | ----------- | ----------- | ----------- | ------ |
| Hans Stürer Hans Rottensteiner                                      | Zweierbob  | 1:28,12 min | 1:25,20 min | 1:30,55 min | 1:28,13 min | 5:52,00 min | 13     |
| Hans Volckmar Anton Kaltenberger                                    | Zweierbob  | 1:33,71 min | 1:26,28 min | 1:30,50 min | 1:31,81 min | 6:02,30 min | 19     |
| Franz Lorenz Richard Lorenz Franz Wohlgemuth Rudolf Höll            | Viererbob  | 1:27,38 min | 1:26,84 min | 1:26,17 min | 1:24,74 min | 5:45,13 min | 11     |
| Viktor Wigelbeyer Franz Bednar Robert Bednar Johann Baptist Gudenus | Viererbob  | 1:30,70 min | 1:29,62 min | 1:30,95 min | 1:26,64 min | 5:57,91 min | 13     |

### Eishockey
| Athleten |                                                 |
| Franz Csöngei Friedrich Demmer Josef Göbl Lambert Neumaier Oskar Nowak Franz Schüßler Emil Seidler Willibald Stanek Hans Tatzer Hans Trauttenberg Rudolf Vojta Hermann Weiß |                                                 |
| Vorrunde | Polen (2:1) Kanada (2:5) Lettland (7:1)         |
| Zwischenrunde | Schweden (0:1) USA (0:1) Tschechoslowakei (1:2) |
| Finalrunde | ausgeschieden                                   |
| Rang | 7                                               |

### Eiskunstlauf
| Athleten                       | Wettbewerbe | Pflicht | Kür | Platzziffer | Gesamt | Gesamt |
| Athleten                       | Wettbewerbe | Pflicht | Kür | Platzziffer | Punkte | Rang   |
| ------------------------------ | ----------- | ------- | --- | ----------- | ------ | ------ |
| Leopold Linhart                | Herren      | 16      | 7   | 80          | 364,2  | 11     |
| Karl Schäfer                   | Herren      | 1       | 1   | 7           | 422,7  | Gold   |
| Hellmut May                    | Herren      | 14      | 15  | 96          | 354,8  | 14     |
| Felix Kaspar                   | Herren      | 5       | 2   | 24          | 400,1  | Bronze |
| Margarete Lainer               | Damen       | 10      | 11  | 65          | 373,4  | 9      |
| Emmy Putzinger                 | Damen       | 9       | 4   | 49          | 381,8  | 7      |
| Bianca Schenk                  | Damen       | 16      | 14  | 102         | 356,5  | 14     |
| Hedy Stenuf                    | Damen       | 8       | 3   | 40          | 387,6  | 6      |
| Erik Pausin Ilse Pausin        | Paarlauf    | -       | -   | 19,5        | 11,4   | Silber |
| Fritz Wächtler Eleonore Bäumel | Paarlauf    | -       | -   | 113,0       | 8,8    | 14     |

### Eisschnelllauf
| Athleten          | Wettbewerbe | Zeit        | Rang   |
| ----------------- | ----------- | ----------- | ------ |
| Max Stiepl        | 1500 m      | 2:21,6 min  | 5      |
| Max Stiepl        | 5000 m      | 8:35,0 min  | 5      |
| Max Stiepl        | 10.000 m    | 17:30 min   | Bronze |
| Karl Leban        | 500 m       | 44,8 s      | 6      |
| Karl Leban        | 1500 m      | 2:24,3 min  | 12     |
| Wilhelm Löwinger  | 5000 m      | 8:53,9 min  | 19     |
| Wilhelm Löwinger  | 10.000 m    | 18:46,5 min | 24     |
| Franz Ortner      | 10.000 m    | 19:19,1 min | 27     |
| Gustav Slanec     | 500 m       | 46,7 s      | 24     |
| Ferdinand Preindl | 500 m       | 46,4 s      | 21     |
| Ferdinand Preindl | 1500 m      | 2:29,0 min  | 25     |
| Karl Prochaska    | 5000 m      | 9:02,6 min  | 24     |
| Karl Wazulek      | 500 m       | 45,1 s      | 13     |
| Karl Wazulek      | 1500 m      | 2:22,2 min  | 6      |
| Karl Wazulek      | 5000 m      | 8:38,4 min  | 8      |
| Karl Wazulek      | 10.000 m    | 17:57,1 min | 11     |

### Ski Alpin
| Athleten      | Wettbewerb         | Abfahrt    | Abfahrt | Slalom     | Slalom | Punkte | Rang |
| Athleten      | Wettbewerb         | Zeit       | Punkte  | Zeit       | Punkte | Punkte | Rang |
| ------------- | ------------------ | ---------- | ------- | ---------- | ------ | ------ | ---- |
| Grete Nissl   | Alpine Kombination | 6:12,8 min | 81,65   | 3:17,2 min | 72,06  | 76,86  | 13   |
| Herta Rosmini | Alpine Kombination | 6:40,8 min | 75,95   | 3:37,2 min | 65,42  | 70,69  | 17   |
| Grete Weikert | Alpine Kombination | 6:47,0 min | 74,97   | 3:34,8 min | 66,15  | 70,47  | 18   |
| Käthe Lettner | Alpine Kombination | 7:02,4 min | 72,06   | 3:36,3     | 65,70  | 68,88  | 20   |

### Ski Nordisch

#### Langlauf
| Athleten                                             | Wettbewerbe       | Zeit      | Rang |
| ---------------------------------------------------- | ----------------- | --------- | ---- |
| Harald Bosio                                         | 18 km             | 1:24,39 h | 28   |
| Hans Jamnig                                          | 18 km             | 1:26,20 h | 36   |
| Fred Rößner                                          | 18 km             | 1:27,05 h | 39   |
| Erich Gallwitz                                       | 18 km             | 1:27,28 h | 41   |
| Erich Gallwitz Fred Rößner Hans Baumann Harald Bosio | 4 × 10 km Staffel | 3:02,48 h | 8    |

#### Skispringen
| Athleten         | 1. Durchgang | 2. Durchgang | Gesamt     | Gesamt     |
| Athleten         | Weite        | Weite        | Punkte     | Rang       |
| ---------------- | ------------ | ------------ | ---------- | ---------- |
| Josef Bradl      | 64,0 m       | 70,5 m       | 204,0      | 19         |
| Hans Mariacher   | 65,5 m       | 69,0 m       | 201,5      | 25         |
| Rudolf Rieger    | 68,0 m       | 67,5 m       | 200,4      | 26         |
| Franz Aschenwald | 64,5 m       | 55,0 m       | 185,6      | 26         |
| Josef Klingler   | Ersatzmann   | Ersatzmann   | Ersatzmann | Ersatzmann |

Die Kitzbüheler Skispringer Hans Mariacher und Josef Klingler waren die ersten Sportler aus dem Bundesland Tirol, die an Winterspielen teilnahmen. Während Mariacher beim Bewerb an den Start gehen durfte, kam Klingler über das Los eines Ersatzmannes nicht hinaus.

#### Nordische Kombination
| Athleten                | Skilanglauf | Skispringen | Punkte | Rang |
| Athleten                | Punkte      | Punkte      | Punkte | Rang |
| ----------------------- | ----------- | ----------- | ------ | ---- |
| Hubert Köstinger        | 186,0       | 189,2       | 375,2  | 15   |
| Hans Baumann            | 198,5       | 173,6       | 372,1  | 17   |
| Markus Maier            | 173,7       | 188,2       | 361,9  | 25   |
| Walter Delle Karth sen. | 125,8       | 207,4       | 333,2  | 33   |

## Teilnehmer an Demonstrationsbewerben

### Eisschießen
| Athleten                                                                            | Wettbewerb   | Punkte  | Rang |
| ----------------------------------------------------------------------------------- | ------------ | ------- | ---- |
| Georg Edenhauser                                                                    | Weitschießen | 154,6   | 1    |
| August Ischepp                                                                      | Weitschießen | 102,0   | 9    |
| Friedrich Mosshammer                                                                | Weitschießen | 145,0   | 2    |
| Anton Schaffernack                                                                  | Weitschießen | 139,8   | 5    |
| Josef Kalkschmid                                                                    | Zielschießen | 9       | 5    |
| Franz Lawugger                                                                      | Zielschießen | 9       | 4    |
| Josef Marx                                                                          | Zielschießen | 4       | 7    |
| Ignaz Reiterer                                                                      | Zielschießen | 15      | 1    |
| Wilhelm Silbermayr Anton Ritzl Otto Ritzl Wilhelm Pichler Rudolf Rainer             | Mannschaft   | 154:75  | 1    |
| Josef Hödl-Schlehofer Johann Mrakitsch Rudolf Wagner Friedrich Schieg Hubert Lögler | Mannschaft   | 141:90  | 3    |
| Josef Hafner Isidor Waitschacher Josef Kleewein Paul Begrusch Josef Maierbrugger    | Mannschaft   | 111:142 | 6    |

### Militärpatrouille
| Athleten                                                          | Zeit        | Rang |
| ----------------------------------------------------------------- | ----------- | ---- |
| Albert Bach Edwin Hartmann Franz Hiermann Eugen Tschurtschentaler | 2:36:19,0 h | 4    |